# Галкин, Владимир Андреевич
Владимир Андреевич Галкин (род. 15 июня 2000 года, Челябинск) — российский хоккеист, вратарь.

## Биография
Родился 15 июня 2000 года в Челябинске.
Обладатель серебряной медали МХЛ сезона 2015/2016.
Выступает в хоккейном клубе «Автомобилист» (КХЛ) и хоккейном клубе «Горняк-УГМК» (ВХЛ).